# Dioclea rigida
Dioclea rigida är en ärtväxtart som beskrevs av John Macqueen Cowan. Dioclea rigida ingår i släktet Dioclea och familjen ärtväxter. Inga underarter finns listade i Catalogue of Life.